# Модфа
Мо́дфа (мадфа, араб. مدفع‎ —  пушка‎, масри مدفع, mádfaʿ):

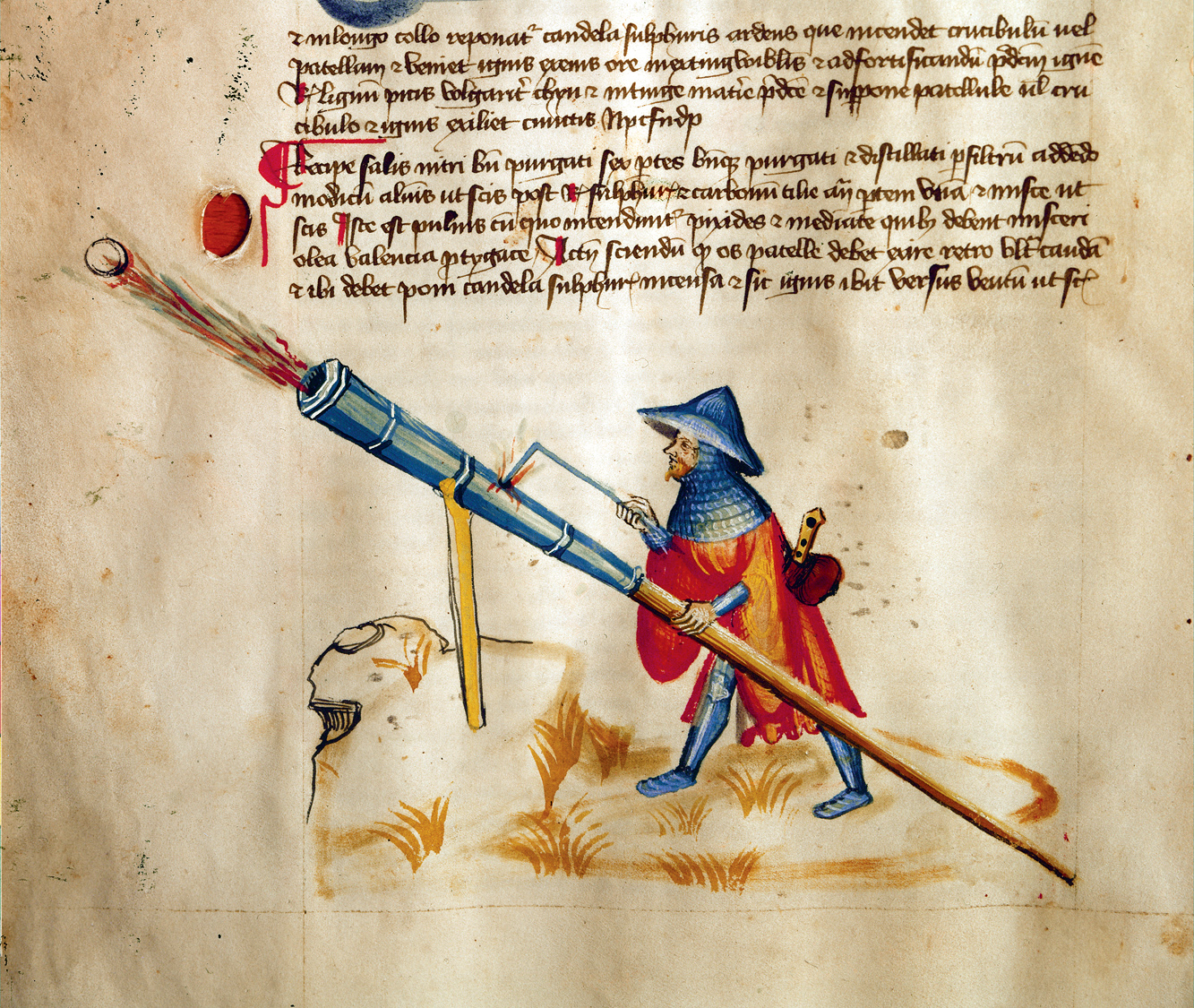
Европейское орудие начала XV века, аналог арабской модфы. Миниатюра из трактата Конрада Кайзера «Сильный в войне». Около 1400 г.

- один из первых образцов ручного огнестрельного оружия (применялся арабами в XIII — XIV веках);
- металлический ствол (трубка) калибром около 20 мм, прикреплённый к древку.

Стреляла с сошки круглым металлическим ядром, называемым бондок (араб. بندق‎ —  лесной орех‎). Заряд состоял из порошкообразной смеси селитры, угля и серы. Воспламенение заряда производилось путём поднесения раскалённого металлического прута к отверстию в стенке ствола (затравочному отверстию). Аналогичное оружие несколько позже стало применяться и в Европе.

## История
Получив от индийцев и китайцев знания о порохе и его применение, арабы очень быстро изобрели огнестрельное оружие. Обладая сравнительно развитыми наукой и техникой, арабы освоили новое оружие и применили ее при обороне города Аликанте, а в дальнейшем — при защите своих крепостей.
Согласно написанной Альфредо Конде истории мавров в Испании, огнестрельные приспособления применялись при осаде Сарагосы в 1118 году, более чем за 100 лет до первого упоминания китайского и индийского огнестрельного оружия. Мавры, которые в XII—XIII веках являлись одним из наиболее развитых в культурном и техническом отношении народов мира, раньше других осуществили переход от огнемётного оружия к огнестрельному. В нескольких мавританских рукописях содержатся упоминания об использовании ручного огнестрельного оружия — модфы.
Первое надежное свидетельство об использовании огнестрельного оружия маврами относится к осаде в 1262 году мусульманского города Ниэблы (Андалусия) кастильским королем Альфонсо X. Отражая атаки испанцев, мавры стреляли из железных орудий «с громом, шумом, большой скоростью и такой разрушительной силой, которая ранее не была известна». В следующем столетии аналогичное оружие стали применять и в европейских странах. 
Изображение модфы можно увидеть на старинных рисунках, украшающих манускрипт с «Историей Александра» Квинта Курция, переписанный в 1468 году. На рисунке заметен короткий металлический ствол с утолщением в дульной части и затравкой — в казённой, насаженный на длинную деревянную палку, которую воин держит под мышкой.